# مجموعة آي 2 يو 2
مجموعة آي 2 يو 2 أو مجموعة I2U2 (بالإنجليزية: I2U2 Group)‏؛ هي مجموعة للتعاون الاقتصادي الحكومي الدولي، تضم كل من الهند وإسرائيل والإمارات العربية المتحدة والولايات المتحدة. نص أول بيان مشترك للمجموعة، الذي صدر في 14 يوليو 2022، على أن دول المجموعة تهدف إلى «التعاون في الاستثمارات المشتركة والمبادرات الجديدة في المياه والطاقة والنقل والفضاء والصحة والأمن الغذائي».